# Osama Mazini
Osama Mazini (en árabe: أسامة مزيني‎) (Gaza, Franja de Gaza bajo ocupación egipcia; 16 de marzo de 1966-Franja de Gaza, 16 de octubre de 2023)  fue un alto dirigente político de la organización islamista palestina Hamás. Estuvo a cargo de las negociaciones relativas al soldado israelí capturado en 2006 Guilad Schalit.
En un sermón de 2006, criticó al entonces papa Benedicto XVI por sus comentarios sobre el Islam, afirmando que el pontífice era «ignorante y estúpido», «criminal y arrogante» y «un hombre cruel, que derrama sangre, que se esfuerza por matar».
Durante los ataques aéreos israelíes contra la Franja de Gaza en diciembre de 2008, Mazini advirtió a Israel sobre el envío de fuerzas terrestres, afirmando que «el pueblo de Gaza está esperando ver al enemigo sionista en Gaza para despedazarlo en pedazos de carne».
Murió en un ataque aéreo llevado a cabo por la Fuerza Aérea Israelí el 16 de octubre de 2023, durante la nueva escalada en el conflicto israelí-palestino.